# Jan Kanižský
Jan Kanižský (maďarsky János Kanizsai, angl. John Kanizsay; 1350, Zala – 30. května 1418) byl maďarský katolický duchovní a politik. Stal se biskupem jágerským a poté arcibiskupem ostřihomským. Byl primasem Maďarska a hlavním kancléřem Uherského království.

## Životopis
Narodil se do šlechtické maďarské rodiny Kanižských v provincii Zala. Jeho otcem byl Jan Kanižský (†1370) z Vasu a Zaly, jeho matka byla dcerou Mikuláše Gilétfi z Požega. Měl tři vlivné bratry: Mikuláše, Lorence a Štěpána (záhřebský biskup). Byl studentem na univerzitě v Padově a v roce 1377 se stal krátce jejím rektorem. Jan byl také důvěrníkem a zpovědníkem uherské princezny Marie I., dcery uherského krále Ludvíka I., budoucí manželky krále Zikmunda. V roce 1384 byl jmenován biskupem jágerského biskupství a od roku 1387 byl královským kancléřem. V roce 1387 vystřídal Demetera Ostřihomského ve funkci ostřihomského arcibiskupa a nesl tak nejvyšší hierarchický titul katolické církve v Uherském království.
Spolu se svým bratrem Mikulášem byl Jan Kanižský zastáncem krále Zikmunda a dopomohl mu k uherské koruně. I díky tomu upevnil své dobré politické postavení a získal další majetky. Krále Zikmunda podporoval a doprovázel i při jeho vojenských taženích. V roce 1396 se zúčastnil bitvy u Nikopole, ve které se král Zikmund spolu s vojsky vévody Jana I. Burgundského pokusili vyhnat osmanské Turky z Evropy. Bitva však skončila pro křesťanské síly tragickou porážkou. Přestože Zikmund poté vyjednal s Turky příměří, porážka pro něj znamenala ztrátu prestiže, což později přispělo k odporu uherské šlechty proti němu. V čele tohoto odporu stál právě Jan Kanižský. Uskupení šlechticů nesouhlasilo také se Zikmundovými zahraničními rádci (hlavně se Stiborem ze Stibořic), nechtěli u moci cizince.
V roce 1398 podpořil Jan Kanižský Ladislava Neapolského v jeho úsilí o získání uherského trůnu. Poté dokonce organizoval v roce 1401 zajetí Zikmunda. Během jeho věznění přijal titul kancléře a vedl zemi. Po osvobození Zikmunda byl nucen se vzdát a rezignovat na funkci kancléře. Přijal od Zikmunda omilostnění, ale jeho statky a příjmy spravoval pak až do roku 1407 Stibor ze Stibořic a Jan Kanižský se jen pomalu vracel do přízně krále. V roce 1412 si znovu získal královu důvěru a řídil zemi za Zikmundovi nepřítomnosti.